# Kościół Matki Bożej Nieustającej Pomocy w Lubiatowie
Kościół Matki Bożej Nieustającej Pomocy w Lubiatowie – katolicki kościół filialny zlokalizowany we wsi Lubiatowo w gminie Przelewice, w powiecie pyrzyckim (województwo zachodniopomorskie). Należy do parafii Trójcy Przenajświętszej w Żukowie.

## Historia i architektura
Murowany z kamienia i cegły kościół powstał na przełomie XV i XVI wieku. Jest to późnogotycka budowla salowa, orientowana, sytuowana na planie prostokąta, bezwieżowa. Nakryty jest dachem dwuspadowym. W 1854 roku został odrestaurowany. Ostrołukowe okna i portal, osadzone w uskokowych wnękach, zachowały swoją pierwotną formę. Szczyt ściany wschodniej zdobiony jest blendami i sterczynami.
Po 1945 roku kościół uległ dewastacji, odbudowano go w latach 1974–1982. Został konsekrowany jako świątynia katolicka w dniu 30 sierpnia 1977 roku przez biskupa Jerzego Strobę.
Nad wejściem do kościoła znajduje się empora z tralkową balustradą. Z wyposażenia zachował się fragment barokowego ołtarza, wykonanego w 1730 roku przez artystę nazwiskiem Frantz ze Stargardu. W kościele znajdują się:
- kamienne, płaskorzeźbione, polichromowane epitafium z lat 1613–1617, z postacią rycerza w zbroi i jego synka w stroju hiszpańskim[3]
- owalne, rzeźbione, drewniane epitafium z 1734 roku, z malowanym popiersiem rycerza[3]
- kamienna tablica z herbami z 1855 roku[2]